# (I Can’t Get No) Satisfaction
(I Can't Get No) Satisfaction je rock pjesma koju su 1965. godine napisali Mick Jagger i Keith Richards, te je potom iste godine snimili na ploči svog sastava Rolling Stones. Pjesma je nastala tijekom turneje u Americi, a tekst govori o otuđenju mladog čovjeka, odnosno razočaranošću tadašnjom konzumerističkom kulturom. Tadašnjim komentatorima je, međutim, daleko više u oči pao tekst pun seksualnih aluzija - naslov koji govori o nepostizanju zadovoljstva, te eufemističke reference na žensku menstruaciju. Zbog toga je pjesma često bila predmetom cenzure, pogotovo za vrijeme izvođenja na televiziji.
Usprkos svemu je postala ogroman hit i, prema riječima samog Jaggera, „stvorila Rolling Stonese”. Britanski sastav je upravo zahvaljujući njoj stekao reputaciju antiestablišmentske institucije s čijim su se stavovima i načinom života počele identificirati buntovne generacije. Mnogi kritičari drže da je upravo ona bila trenutak kada je rock prestao biti pomodni omladinski fenomen i postao izraz društvenih promjena u drugoj polovici 20. stoljeća. Često se navodi da je (I Can't Get No) Satisfaction „pjesma za sva vremena”.